# 立命館大学末川記念会館
立命館大学末川記念会館（りつめいかんだいがくすえかわきねんかいかん）は、京都府京都市中京区に本部を置く立命館大学の施設である。大学関係者以外の一般市民でも見学が可能になっている。

## 概要
1983（昭和58）年11月、京都市北区の立命館大学衣笠キャンパスに完成。民法学の大家で立命館大学の名誉総長でもある末川博の業績を記念して建てられた。建設費用は、校友、教職員、各界有志らの寄付による。館内には、末川の社会的・学問的業績、遺品などを展示する「メモリアルルーム」のほか、京都地方裁判所で1928（昭和3）年から15年にわたって実際に使われていた陪審法廷が「松本記念ホール陪審法廷」として移築され、1999（平成11）年4月より無料で一般に公開されている。また、講義室では、1946（昭和21）年3月31日に開始された市民向け大学講座「立命館土曜講座」が現在でも毎週土曜日に一般向け講座として開講されている。このほか会館内には、「レストラン・カルム」、「白川記念東洋文字文化研究所」などが併設されている。
記念会館竣工に際し記念講演が開催されているが、その内容は後に「未来をもとめて - 末川記念館竣工記念講演集（1985年、立命館大学末川記念会館事務局編）」にまとめられ出版されている。

## 設計・富家建築事務所（建築家・富家宏泰）

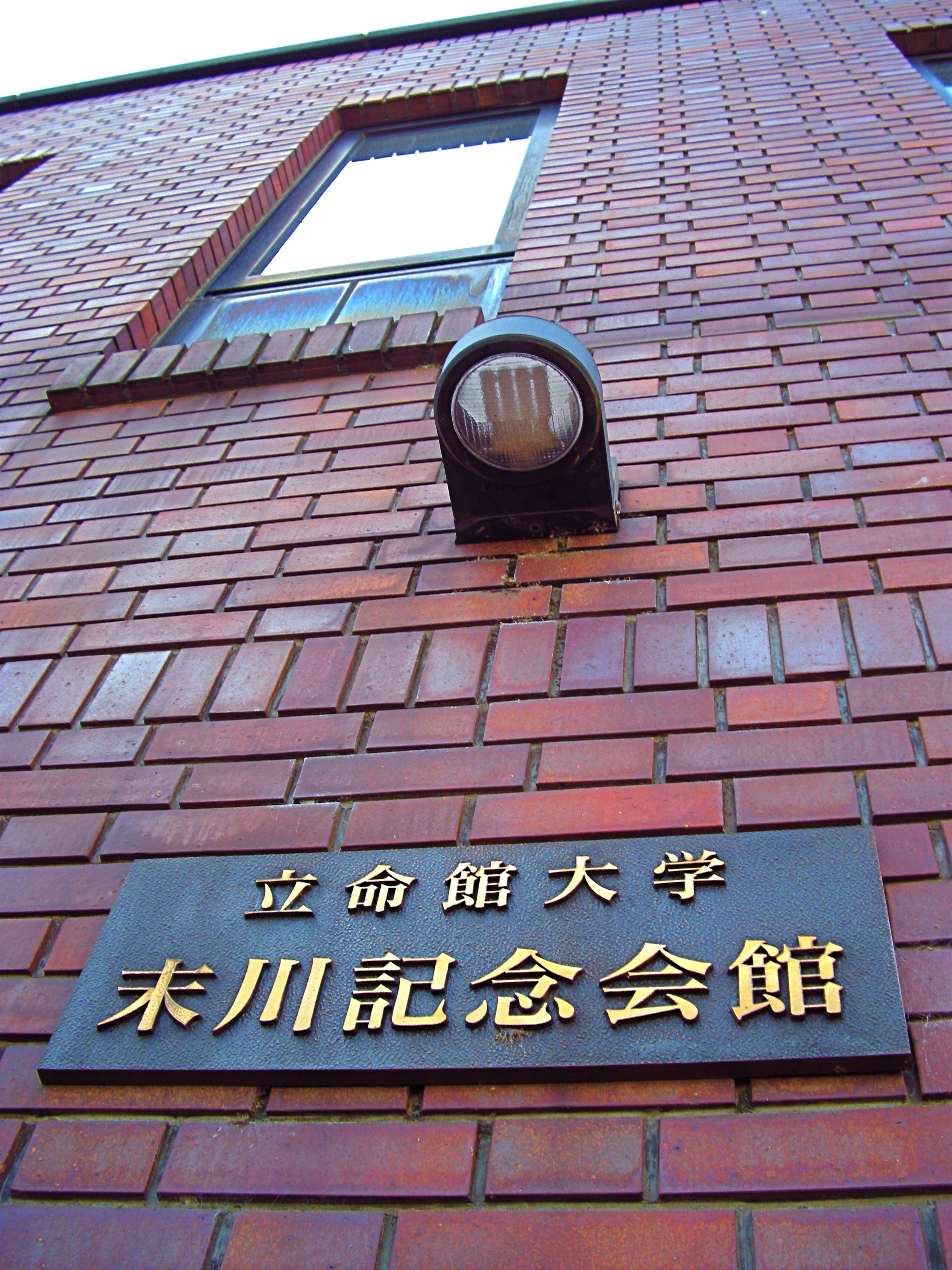
レンガ調の外壁

末川記念会館の設計は、1955年から1988年までに建設された「衣笠キャンパス」の校舎のほとんど（合計64棟）を設計した建築家・富家宏泰が担当した。富家は、「立命館大学・学生会館」（1978年竣工）の竣工パンフレットにおいて、自身が「衣笠キャンパス」のほとんど全ての校舎の外壁として「泰山タイル」を採用したことを末川博に褒められたと述懐している。同時に、これからも「衣笠キャンパス」においてはコンクリート打放しの柱型と布目タイル（「泰山タイル」）を基調としたデザインが踏襲されることを望むとも表明している。しかし富家は、末川記念会館にコンクリート打放しの柱型と布目の「泰山タイル」を採用せず、代わりにレンガ調のタイルを採用した。なぜコンクリート打放しの柱型と布目の「泰山タイル」を用いたデザインにしなかったかは不明である。

## 館内施設
- 末川博メモリアルルーム

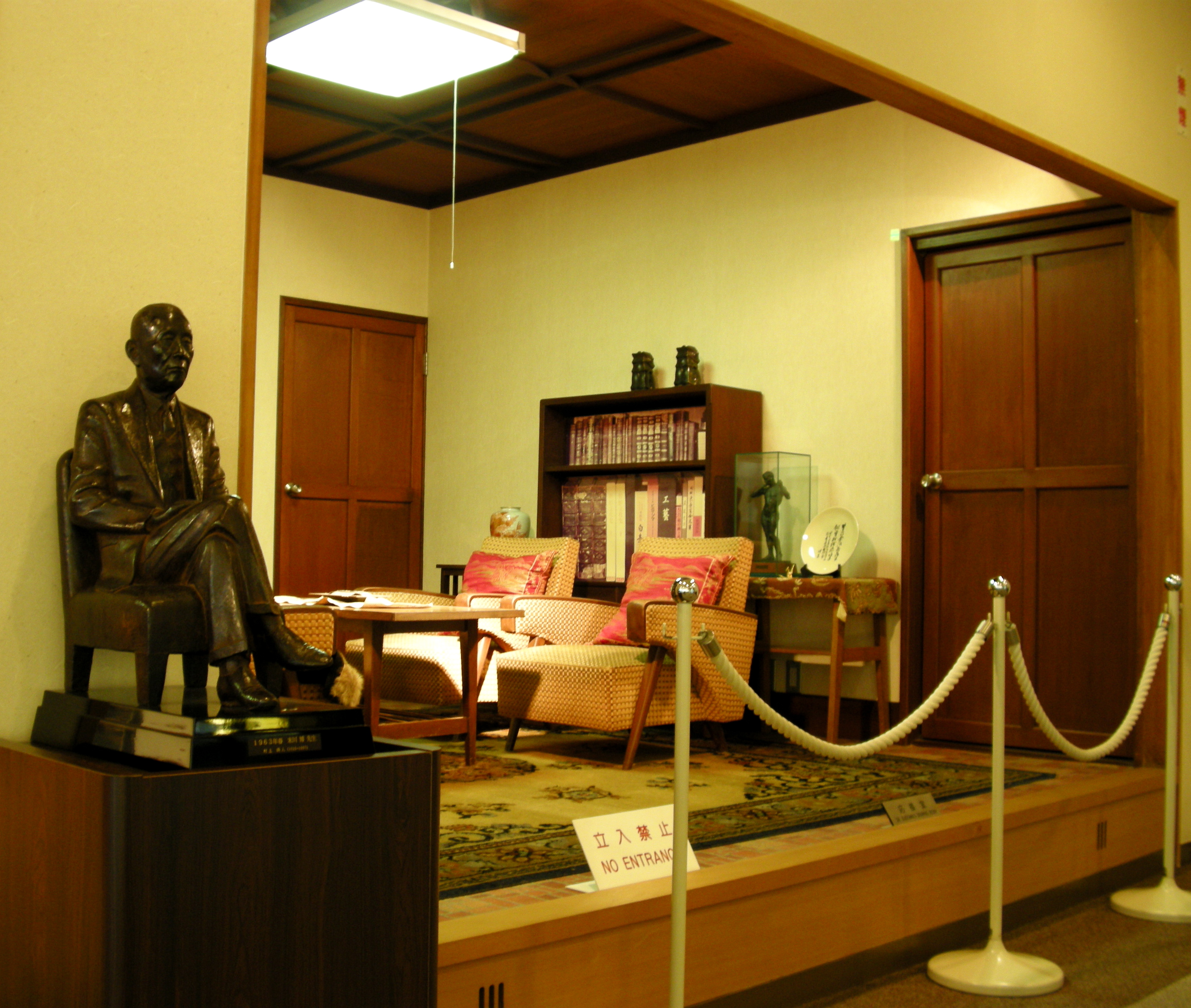
末川博メモリアルルーム

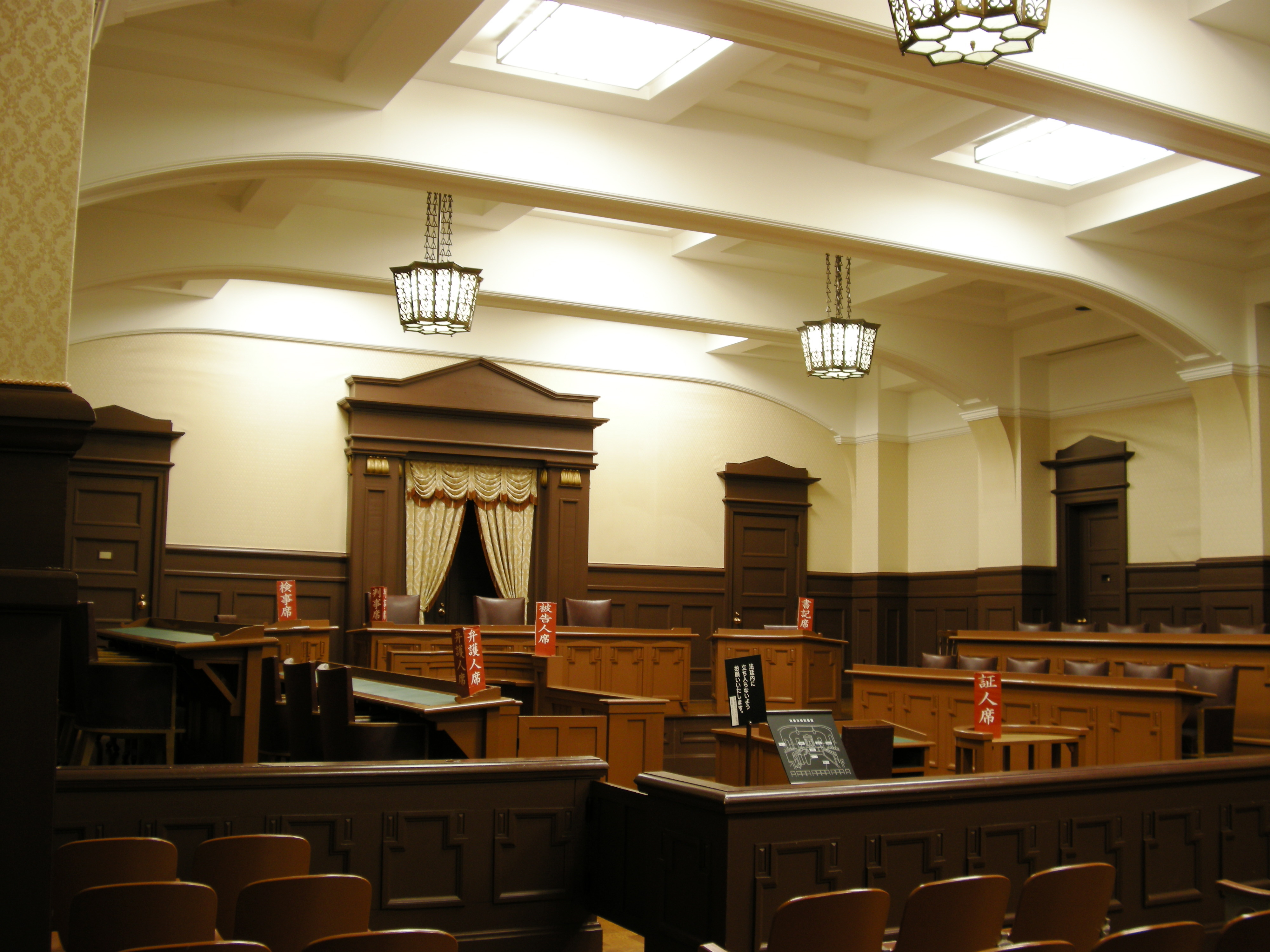
松本記念ホール陪審法廷

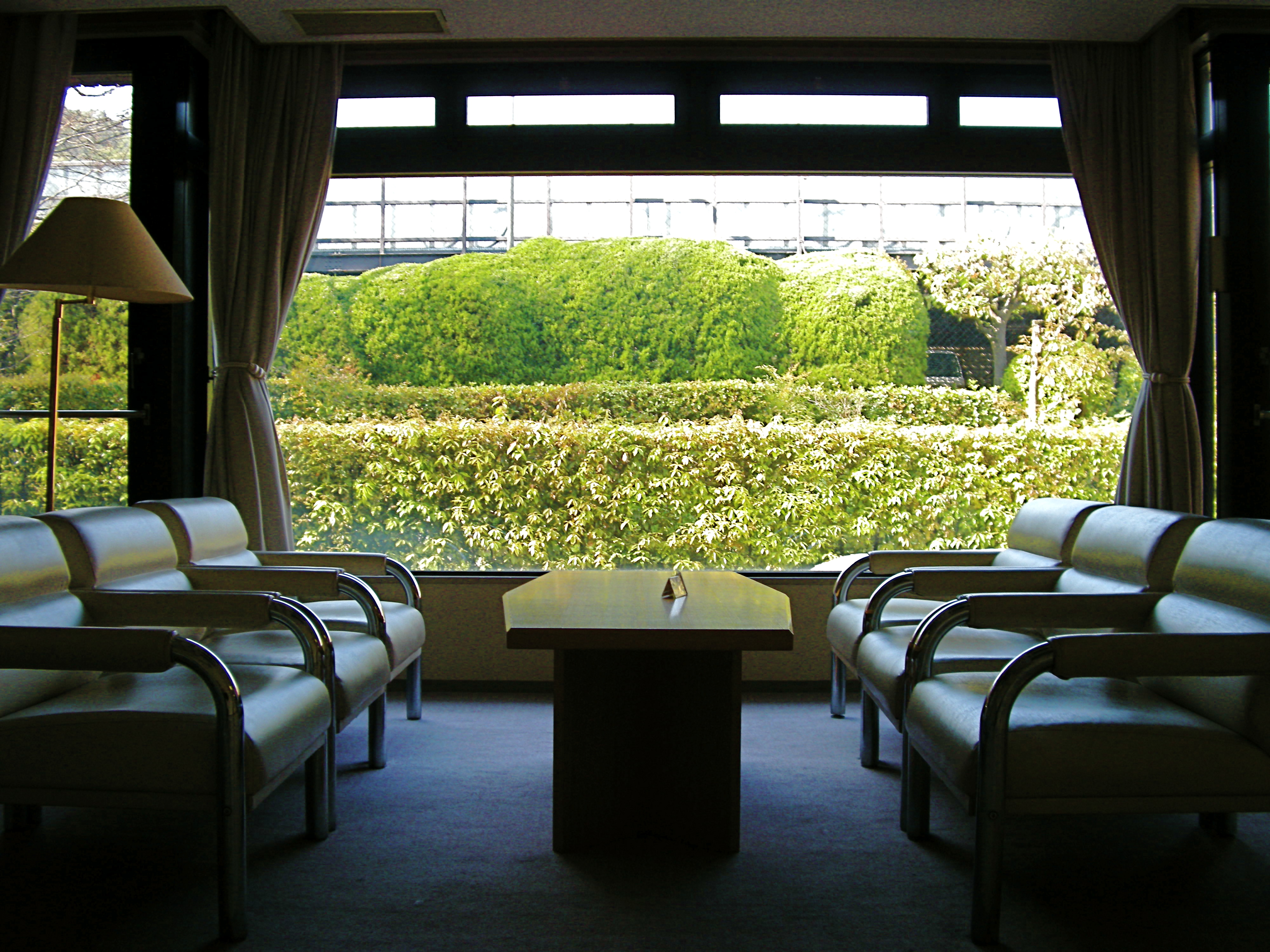
書斎と庭園（末川記念会館内）
書斎本棚には法学部機関誌「立命館法學」及び「Ritsumeikan Law Review」等が所収されている。

  - 記念館1階に位置し、末川の業績を記した展示パネルが掲げられているほか、生前に愛用した品、主要著作、掛け軸、書画、写真などが展示されている。また生前の様子や肉声を収めたビデオ映像を観ることもできる。ルーム内には、自宅書斎および応接室の様子を再現した実物大のセットもある。

- 末川記念会館講義室
  - 記念館1階西側にある講義室は、最大185名を収容できる中型の講義室で、シンポジウムや講演会、説明会のほか、立命館土曜講座の会場としても利用されている。講義室前ホールには、末川の二女・窪田洋子が描いた油絵「父の愛した『テオドシウス法典注釈書』」が展示されているが、これは末川がフランス留学時代に現地の古書店で購入し愛蔵していた1664年版の「テオドシウス法典注釈書」を描いたもの。法典注釈書の実物は、立命館大学図書館に保管されている。

- 松本記念ホール陪審法廷
  - 記念館2階西側にある「松本記念ホール陪審法廷」は京都地方裁判所で実際に使われていた「15号法廷」を移築したもの。1928（昭和3）年に完成し、陪審法が停止される1943（昭和18）年まで合計6件の審議に使われた。当初、陪審法廷は取り壊しが決まっていたが、立命館大学校友の松本仁介の寄付により、末川記念会館へ完全移築が実現されることとなった。法廷内は、吊り下げ式の照明装置やアーチ型天井など、ヨーロッパの伝統的な建築様式と、日本古来の木造建築様式とが融合した重厚で特徴的なデザインとなっている。また、判事席の横、同じ高さに検事席が設けられているに対し、弁護人席が一番低い位置に設けられているなど、当時の司法制度の特徴を端的に表すつくりとなっている。陪審員席は12名分が設けられており、ほかに被告人席、書記席、傍聴人席が設けられている。
  - このほかに日本に現存する陪審法廷は、2001（平成13）年に桐蔭横浜大学に移築された横浜地方裁判所の「特号法廷」のみである。
  - 松本記念ホール陪審法廷は、学生をはじめ一般にも広く解放され、模擬裁判の授業や、シンポジウムなどにも利用されている。

- 白川静記念東洋文字文化研究所
  - 立命館大学OBで、文化勲章受章者でもある故・白川静によってなされた東洋文字文化研究の研究成果を広く一般社会に普及させると共に、さらなる研究を進める目的で2005（平成17）年6月に設立された研究所。文化事業、学術研究事業をその二本柱としている。また、立命館白川静記念東洋文字文化賞を制定し、研究者の育成支援を行っている[3]。

- レストラン「カルム」
  - 立命館生協が運営するレストランで、記念館地階に位置する。教職員、学外からの来賓のほか、一般客が主に利用する食堂施設であるため、注文するとテーブルまで料理が運ばれてくるレストラン形式を採っている。値段設定は他の生協食堂に比べ高い。店名の「カルム」はドイツ語で「落ち着き」を意味する。2023年7月31日を最後に閉店した[4]。

## 施設概要

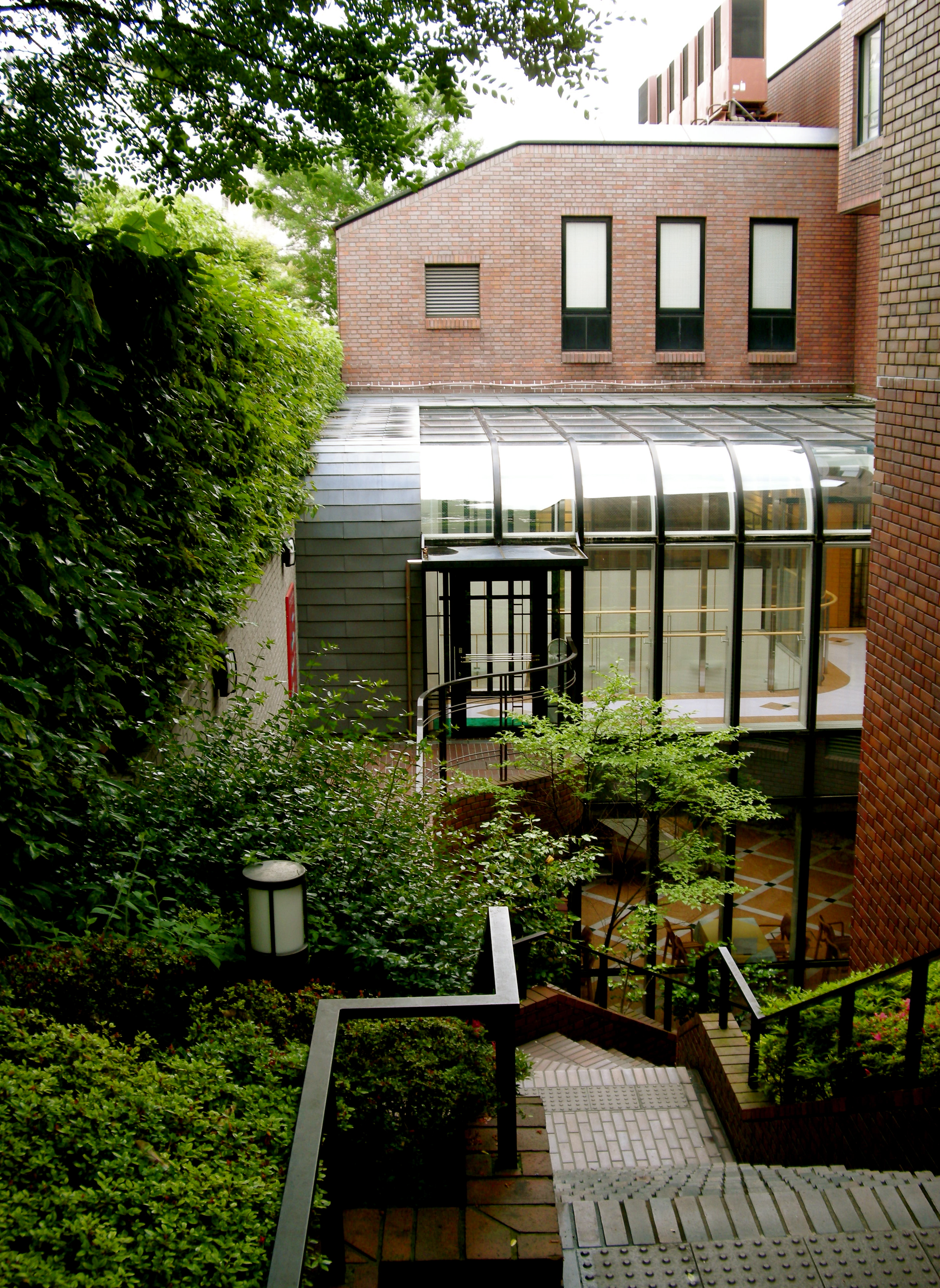
末川記念会館 レストラン「カルム」のエントランス

- 地下1階地上3階建: 延2,518.81m2
- 竣工年月日: 1983年11月
- 地階 レストラン「カルム」
- 松本記念ホール陪審法廷
- 末川博メモリアルルーム
- 末川記念会館講義室
- 白川静記念東洋文字文化研究所